# Население на Сомалия
Населението на Сомалия според последното преброяване от 1987 г. е 7 114 431 души.

## Численост
Численост на населението според преброяванията през годините:
| Година | Численост |
| 1975   | 4 089 203 |
| 1987   | 7 114 431 |

## Възрастова сткруктура
(2006)
- 0-14 години: 44,4% (мъже 1 973 294 / жени 1 961 083)
- 15-64 години: 53% (мъже 2 355 861 / жени 2 342 988)
- над 65 години: 2,6% (мъже 97 307 / жени 132 805)

(2010)
- 0-14 години: 45% (мъже 2 282 325/ жени 2 271 707)
- 15-64 години: 52,5% (мъже 2 659 151/ жени 2 650 330)
- над 65 години: 2,5% (мъже 102 941/ жени 145 999)

## Коефициент на плодовитост
- 2010: 6,44

## Етнически състав
- 85 % – сомалийци
- 0,1 % – белуджи (8200 души, 2007 година)

## Езици
Официален език в Сомалия е сомалийският.